# دی آستاکا
دی آستاکا (انگلیسی: The Astaka) مجموعه‌ای از ۲ ساختمان مسکونی ۷۲ طبقه و ۶۷ طبقه مستقر در شهر جوهور بهرو، مالزی است، که در سال ۲۰۱۷ احداث گردید.